# Wydział Przyrodniczo-Technologiczny Uniwersytetu Przyrodniczego we Wrocławiu
Wydział Przyrodniczo-Technologiczny Uniwersytetu Przyrodniczego we Wrocławiu (WPT UP we Wrocławiu)  - jeden z 5 wydziałów Uniwersytetu Przyrodniczego we Wrocławiu powstały w 1945 roku jako jeden z pięciu wydziałów Uniwersytetu i Politechniki Wrocławskiej. Od 1951 roku wszedł w skład nowo powstałej Wyższej Szkoły Rolniczej (obecnie Uniwersytet Przyrodniczy). Kształci studentów na siedmiu podstawowych kierunkach zaliczanych do nauk rolniczych, biologicznych oraz ekonomicznych, na studiach stacjonarnych oraz niestacjonarnych.
Wydział Przyrodniczo-Technologiczny Uniwersytetu Przyrodniczego we Wrocławiu jest jednostką interdyscyplinarną. W jego ramach znajdują się 3 instytuty i 8 katedr. Terenową bazę badawczą stanowią: RZD Pawłowice obejmujący gospodarstwa Pawłowice i Swojec o łącznej powierzchni około 600 ha oraz 2 stacje dydaktyczno-badawcze w Piastowie i Samotworze. Aktualnie zatrudnionych jest kilkuset nauczycieli akademickich, w tym profesorowie zwyczajni, doktorzy habilitowani pracujący na stanowisku profesora nadzwyczajnego, doktorzy habilitowani na stanowisku adiunkta, pracownicy naukowo-dydaktyczni ze stopniem naukowym doktora, asystenci. Liczna jest również grupa adiunktów. Wydział współpracuje również z emerytowanymi profesorami, których autorytet wspiera zarówno proces dydaktyczny, jak i przede wszystkim wymianę międzynarodową.
Według stanu na 2013 rok na wydziale studiuje ponad 2700 studentów na studiach dziennych i na studiach zaocznych oraz około 58 doktorantów, odbywających studia doktoranckie w ramach Wydziałowego Studium Doktoranckiego.

## Historia
Wydział Przyrodniczo-Technologiczny Uniwersytetu Przyrodniczego we Wrocławiu jest kontynuatorem tradycji lwowskich nauk rolniczych, których początki sięgają roku 1856. Utworzony został po wojnie w październiku 1945 roku jako jeden z pięciu wydziałów Uniwersytetu i Politechniki we Wrocławiu. Szybki rozwój kadry sprzyjał tworzeniu oddziałów, które dały początek nowym wydziałom utworzonej w 1951 roku odrębnej uczelni – Wyższej Szkoły Rolniczej we Wrocławiu. Organizacją Wydziału kierował prof. Tadeusz Konopiński, a w jego uruchomieniu brali też udział prof. Bolesław Świętochowski,  prof. Franciszek Goc i prof. Stanisław Tołpa. Największy w uczelni Wydział, skupił grono wybitnych uczonych, którzy stworzyli szkoły naukowe, wykształcili kadrę i zbudowali podstawy liczących się w kraju i za granicą wrocławskich nauk rolniczych.

## Władze (2016-2020)
Dziekan: prof. dr hab. inż. Bogdan Stępień
Prodziekan ds. Kierunków Rolnictwo i Medycyna Roślin: dr hab. inż. Wiesław Wojciechowski, prof. nadzw.
Prodziekan ds. Kierunków Technika Rolnicza i Leśna oraz Odnawialne Źródła Energii i Gospodarka Odpadami: dr hab. inż. Deta Łuczycka, prof. nadzw.
Prodziekan ds. Kierunków Agrobiznes i Ochrona Środowiska: dr inż. Katarzyna Szopka
Prodziekan ds. Kierunków Ekonomia oraz Zarządzanie i Inżynieria Produkcji: dr hab. inż.  Wojciech Pusz, prof. nadzw.
Prodziekan ds. Kierunków Ogrodnictwo i Biotechnologia stosowana roślin: prof. dr hab. Anita Biesiada

## Poczet dziekanów
1. 1945-1946: prof. dr hab. Tadeusz Konopiński - inżynier rolnictwa (hodowla szczegółowa i żywienie zwierząt)
2. 1946-1947: prof. dr hab. Bolesław Świętochowski - inżynier rolnictwa (ogólna uprawa roli i roślin)
3. 1947-1951: prof. dr hab. Stanisław Tołpa - botanik (torfoznawstwo)
4. 1951-1954: prof. dr hab. Kazimierz Boratyński - chemik (chemia i fizyka gleb)
5. 1954-1956: doc. dr Stanisław Kowaliński - inżynier rolnictwa (gleboznawstwo)
6. 1956-1960: prof. dr hab. Antoni Wojtysiak - inżynier rolnictwa (koncepcje organizacji rolnictwa)
7. 1960-1962: prof. dr hab. Aleksander Tychowski - chemik (technologia rolna)
8. 1962-1964: prof. dr hab. Szymon Brej - inżynier rolnictwa (jakościowa hodowla zbóż)
9. 1964-1968: prof. dr hab. Natalia Balicka - biolog (mikrobiologia rolnicza)
10. 1968-1970: doc. dr hab. Zygmunt Hryncewicz - agronom (łąkarstwo, uprawa roślin)
11. 1970-1975: doc. dr hab. Antoni Biskupski - agronom (chemia i technologia zbóż)
12. 1975-1978: doc. dr hab. Teodor Nietupski - ekonomista (ekonomika rolnictwa)
13. 1978-1981: doc. dr hab. Henryk Skrabka - biolog (fizjologia roślin)
14. 1981-1984: doc. dr hab. Bronisław Jabłoński  - agronom (uprawa roli i roślin)
15. 1984-1987: doc. dr hab. Adam Pałczyński - biolog (botanika, torfoznawstwo)
16. 1987-1993: prof. dr hab. Jan Ludwiczak - ekonomista (ekonomika rolnictwa)
17. 1993-1996: prof. dr hab. Józef Szlachta - technik rolnictwa (inżynieria rolnicza)
18. 1996-2002: prof. dr hab. Andrzej Kotecki - agronom (rośliny strączkowe i oleiste, uprawa roślin)
19. 2002-2005: dr hab. Jan Matuła - biolog (algologia, botanika, ekologia roślin)
20. 2005-2012: prof. dr hab. Danuta Parylak - agronom (agrotechnika, herbologia, uprawa roli i roślin)
21. 2012-2016: prof. dr hab. Adam Szewczuk - ogrodnik (sadownictwo, szkółkarstwo)
22. od 2016: prof. dr hab. Bogdan Stępień - agrofizyk (agrofizyka, inżynieria rolnicza)

## Kierunki kształcenia
Wydział Przyrodniczo-Technologiczny Uniwersytetu Przyrodniczego we Wrocławiu prowadzi następujące kierunki studiów w systemie dwustopniowym. Na studiach pierwszego stopnia abiturienci mogą kształcić się na następujących kierunkach, uzyskując po 3 lub 3,5 latach tytuł zawodowy licencjata bądź inżyniera:
- agroinżynieria (inżynierskie)
- ekonomia (licencjackie)
- ochrona środowiska (inżynierskie)
- odnawialne źródła energii i gospodarka odpadami (inżynierskie)
- ogrodnictwo (inżynierskie)
- rolnictwo (inżynierskie)
- zarządzanie i inżynieria produkcji (inżynierskie)

Po ukończeniu studiów pierwszego stopnia absolwenci mogą kontynuować kształcenie na studiach drugiego stopnia, trwających 1,5 roku i kończących się magisterium. Do wyboru są następujące kierunki i specjalności studiów:
- ochrona środowiska
  - ekologia i ochrona przyrody
  - ochrona gleb i rekultywacja terenów zdegradowanych
  - ochrona wód
- ogrodnictwo
  - produkcja ogrodnicza
  - kształtowanie terenów zieleni
- rolnictwo
- zarządzanie i inżynieria produkcji

Ponadto Wydział oferuje następujące studia podyplomowe:
- odnawialne źródła energii i gospodarka odpadami – jeden semestr
- niemiecko-polskie studia MBA zarządzanie w sektorze rolno-spożywczym
- studia menedżerskie dla inżynierów

Studia doktoranckie (trzeciego stopnia) 4-letnie stacjonarne nauk rolniczych w zakresie:
- agronomii
- inżynierii rolniczej
- ogrodnictwa

Wydział ma uprawnienia do nadawania następujących stopni naukowych:
- doktora nauk rolniczych w zakresie agronomii, inżynierii rolniczej, ogrodnictwa
- doktora habilitowanego nauk rolniczych w zakresie agronomii, inżynierii rolniczej

## Struktura

### Instytut Agroekologii i Produkcji Roślinnej
Dyrektor: prof. dr hab. Andrzej Kotecki
Zastępca dyrektora: dr hab. Janina Zawieja
Kontakt: pl. Grunwaldzki 24 A, 53-363 Wrocław
www: https://web.archive.org/web/20180629022331/http://www.wpt.upwr.edu.pl/iaipr/]
W skład Instytutu wchodzą 4 zakłady i 1 stacja badawczo-dydaktyczna:
- Zakład Herbologii - Kierownik: prof. dr hab. Danuta Parylak
- Zakład Łąkarstwa i Kształtowania Terenów Zieleni - Kierownik: prof. dr hab. Karol Wolski
- Zakład Systemów Uprawy Roli - Kierownik: prof. dr hab. Lesław Zimny
- Zakład Uprawy Roślin - Kierownik: prof. dr hab. Marcin Kozak
- Stacja Badawczo-Dydaktyczna w Swojcu - Kierownik: dr inż. Bernadeta Strochalska

Skład osobowy:

### Instytut Nauk o Glebie i Ochrony Środowiska
Dyrektor: prof. dr hab. Cezary Kabała
Zastępca ds. dydaktycznych: dr inż. Elżbieta Jamroz
Kontakt: ul. Grunwaldzka 53, 50-357 Wrocław
www: www.org.up.wroc.pl
W skład Instytutu wchodzą 4 zakłady oraz 1 centrum:
- Zakład Fizyki i Gospodarki Wodnej Gleb - Kierownik: dr hab. Jarosław Kaszubkiewicz, prof. UPW
- Zakład Geologii i Gleb Górskich - Kierownik: prof. dr hab. Jerzy Weber
- Zakład Ochrony Środowiska - Kierownik: prof. dr hab. Anna Karczewska
- Zakład Waloryzacji Gleb i Badań Materii Organicznej - Kierownik: dr inż. Elżbieta Jamroz
- Centrum Analiz Jakości Środowiska

### Instytut Inżynierii Rolniczej
Dyrektor: dr hab. inż. Adam Figiel, prof. UPW
Zastępca ds. dydaktycznych: dr inż. Krzysztof Lejman
Kontakt: ul. Chełmońskiego 37/41, 51-630 Wrocław
www: www.iir.edu.pl
W skład Instytutu wchodzą 4 zakłady:
- Zakład Inżynierii Systemów Agrotechnicznych i Bezpieczeństwa Pracy - Kierownik: dr inż. Krzysztof Lejman
- Zakład Inżynierii Produkcji Zwierzęcej i Bioenergetyki - Kierownik: prof. dr hab. inż. Józef Szlachta
- Zakład Techniki Cieplnej i Inżynierii Procesowej - Kierownik: dr hab. inż. Adam Figiel, prof. UPW
- Zakład Podstaw Techniki - Kierownik: dr hab. inż. Bogdan Stępień, prof. UPW

### Instytut Nauk Ekonomicznych i Społecznych
Dyrektor: prof. dr hab. Barbara Kutkowska
Zastępca ds. dydaktycznych: dr inż. Krzysztof Rutkiewicz
Kontakt: pl. Grunwaldzki 24 A, 50-363 Wrocław
www: www.up.hostingasp.pl
W skład Instytutu wchodzi 5 zakładów:
- Zakład Polityki Regionalnej i Agrobiznesu - Kierownik: prof. dr hab. Barbara Kutkowska
- Zakład Ekonomiki Rolnictwa, Ochrony Roślin i Środowiska - Kierownik: dr inż. Lech Paczkowski
- Zakład Polityki Gospodarczej i Prawa - Kierownik: dr hab. Bożena Tańska-Hus, prof. nadzw. UPWr
- Zakład Ekonomii i Nauk o Przedsiębiorstwie - Kierownik: dr hab. Mieczysław Przybyła, prof. nadzw. UPWr
- Zakład Nauk Humanistycznych - Kierownik: dr Ewa Pustelnik

### Katedra Botaniki i Ekologii Roślin
Kierownik: dr hab. inż. Ludwik Żołnierz
Kontakt: pl. Grunwaldzki 24 A, 50-363 Wrocław
Skład osobowy

### Katedra Fizyki i Biofizyki
Kierownik: prof. dr hab. Halina Kleszczyńska
Kontakt: ul. Norwida 25, 50-375 Wrocław
Skład osobowy

### Katedra Genetyki, Hodowli Roślin i Nasiennictwa
Kierownik: dr hab. Henryk Bujak, prof. UPW
Kontakt: pl. Grunwaldzki 24 A, 53-363 Wrocław
W skład Katedry wchodzą 2 zakłady:
- Zakład Genetyki i Biotechnologii Roślin - Kierownik: prof. dr hab. Ewa Sawicka-Sienkiewicz
- Zakład Hodowli Roślin i Biometrii - Kierownik: dr hab. Henryk Bujak, prof. UPW

### Katedra Ochrony Roślin
Kierownik: prof. dr hab. Michał Hurej
Kontakt: pl. Grunwaldzki 24 A, 53-363 Wrocław
Skład osobowy

### Katedra Ogrodnictwa
Kierownik: prof. dr hab. Katarzyna Adamczewska-Sowińska
Kontakt: pl. Grunwaldzki 24 A, 53-363 Wrocław
W skład Katedry wchodzą 4 zakłady i 2 stacje badawcze:
- Zakład Genetyki i Biotechnologii Roślin
- Zakład Warzywnictwa
- Zakład Sadownictwa
- Zakład Nawożenia Roślin Ogrodniczych i Uprawy Roślin Zielarskich
- Zakład Roślin Ozdobnych i Dendrologii
- Stacja Badawczo-Dydaktyczna Roślin Warzywnych i Ozdobnych w Psarach
- Stacja Badawczo-Dydaktyczna w Samotworze

### Katedra Żywienia Roślin
Kierownik: prof. dr hab. Zofia Spiak
Kontakt: ul. Grunwaldzka 53, 50-357 Wrocław
Skład osobowy: